# Téléprocédure
Une téléprocédure est une procédure administrative effectuée à distance. Elle permet un gain de temps, un gain de déplacement, un gain de productivité, et fonctionne dans un environnement sécurisé.

## Exemples de téléprocédures en France
Pour le grand public :
- la déclaration des impôts.

Pour les entreprises :
- la déclaration de la TVA ;
- la déclaration à l'URSSAF ;
- la déclaration unifiée de cotisations sociales (DUCS) ;
- la déclaration annuelle des données sociales unifiée (DADS-U) ;
- la déclaration unique d'embauche (DUE).

Pour les exploitants agricoles ;
- la déclaration pour les aides agricoles de la Politique agricole commune, Telepac ;
- la déclaration de calamité agricole, Telecalam.

Le portail national https://www.service-public.fr/formulaires permet un accès unique à toutes les téléprocédures et formulaires interactifs.

## Téléservices et médecine
Ils participent de la télémédecine.
- Sesam Vitale lancé dans les années 90, généralisé en 1998[2].

TLSi : intégrés souvent aux logiciels métiers, gérant le DPI, Dossier patient informatisé. sinon réalisables en ligne sur Amelipro.
- AATi, ATMPi : avis d'"arrêt de travail" Arrêt maladie, accident de travail et maladie professionnelle
- ADRi[4] : acquisition des droits, à AMELI et situations spécifiques (CSS OU C2S, AME, ACS, invalidité), lors de la facturation et réalisation de la FSE.
- DMTi ou DCMTe (Déclaration de Choix de Médecin Traitant electronique), IMTi[5] : déclaration et information médecin traitant, permet au médecin de se déclarer médecin traitant[6] du patient. Les professionnels de santé, récupérent l’information avec le téléservice IMTi.
- La facturation par FSE existe depuis 98; permettant aussi le Tiers payant en France.
- l'HRI[7], (Historique des Remboursements) permet au médecin de consulter les soins, les pres délivrées, les explorations réalisées, les arrrèts de travail délivrés, les hospits effectuées, en signant avec sa CPS et la CV du consultant.
- INSi[8] : Identité Numérique de Santé, permettant de véfifier l'identité numérique d'un usager[9], obligatoire en 2021[10].
- Ordonnance médicale en France numérique[11] généralisée[12] en 2024[13], obligatoire pour les Ordonnances sécurisées[14] , pour les toxiques.
- PSEi : protocole de soins électroniques